# Elisa Di Francisca
Elisa Di Francisca (Jesi, 13 dicembre 1982) è un'ex schermitrice italiana, specializzata nel fioretto.
All'età di 30 anni, divenne Campionessa olimpica, ai Giochi della XXX olimpiade di Londra 2012 sia nell'individuale, sia nella gara a squadre di Fioretto. Inoltre ha vinto la medaglia d'Argento ai Giochi della XXXI Olimpiade di Rio de Janeiro nel 2016 nella prova individuale del Fioretto.
Vincitrice della Coppa del Mondo nel 2011 e nel 2015, è stata sette volte campionessa mondiale e tredici volte campionessa europea tra individuale e prova a squadre, nonché vincitrice della medaglia d'oro ai Giochi del Mediterraneo di Mersin 2013 sempre nell'individuale. È tesserata per il Gruppo Sportivo Fiamme Oro.
Nel 2013 partecipa alla nona edizione del programma televisivo Ballando con le stelle, vincendo la competizione insieme al ballerino Raimondo Todaro.

## Biografia
Cresciuta a Jesi, come le colleghe Giovanna Trillini e Valentina Vezzali, è la primogenita di Giacomo, siciliano di Villarosa in provincia di Enna, e Ombretta Trovarelli. Ha una sorella, Martina, e un fratello, Michele. 
È diplomata al liceo socio-psicopedagogico.

### Carriera
Sale in pedana per fare scherma insieme alla sorella Martina e qualche anno prima del fratello Michele. In precedenza, per qualche anno si era cimentata nella danza. Ha iniziato la scherma con il loro maestro Ezio Triccoli, ad affiancarla c'erano anche Giulio Tommassini e Stefano Cerioni. Nel 1995 si laurea campionessa italiana "ragazze". L'anno dopo è medaglia d'argento ai campionati italiani "allievi". Nel 2000 è seconda nei campionati italiani "giovani" e terza in quelli assoluti. Nel 2003 è di nuovo sul podio nelle stesse competizioni.
Nel 2004, a 22 anni, fa il grande salto ed esordisce a livello internazionale con la nazionale italiana, vincendo l'oro nel fioretto a squadre ai mondiali di New York e classificandosi quinta ai campionati europei di Copenaghen, dove vince anche il bronzo nel fioretto a squadre. L'anno dopo è quinta ai campionati mondiali di Lipsia e prima nella tappa della coppa del mondo di L'Avana, mentre nel 2006 è settima ai mondiali di Torino e seconda agli europei. Nel 2008 le sfuma la qualificazione alle olimpiadi di Pechino, ma si mette subito in corsa per quelle di Londra. Nella stagione 2008/09 arriva seconda a una prova della coppa del mondo a Dallas. Nei campionati italiani del 2009 giunge undicesima (l'anno prima era salita sul podio) e chiude quinta nelle prove di coppa del mondo. Nello stesso anno vince sia il campionato mondiale che il campionato europeo a squadre, quest'ultimo insieme a Valentina Vezzali, Ilaria Salvatori e Arianna Errigo.
Nell'anno 2010 esplode definitivamente il suo talento. In coppa del mondo conquista un primo, due secondi e tre terzi posti. In marzo ottiene la prima vittoria in un Gran Prix a Marsiglia, battendo in finale la sudcoreana Nam. In giugno si laurea campionessa italiana di fioretto, battendo in finale la Vezzali (è la sesta jesina a vincere questo titolo). In luglio a Siracusa conquista il bronzo agli europei. In novembre a Parigi, vince il campionato mondiale, consacrandosi a livello mondiale nel fioretto. Nel 2011 si ripete, conquistando il primo posto agli europei di Sheffield, a cui fa seguito la sua prima conquista della coppa del mondo generale. Sempre nel 2011 è argento sia a squadre che nell'individuale ai mondiali di Catania.
Nel giugno 2012 vince gli europei di Legnano. Ma è il mese successivo che compie il suo capolavoro, quando partecipa alle Olimpiadi di Londra. Il 28 luglio, infatti, vince la medaglia d'oro nel concorso individuale di fioretto femminile, battendo la sudcoreana Nam Hyun-hee in semifinale e la connazionale Arianna Errigo in finale per 12-11 dopo il minuto supplementare. (sul podio andranno tre italiane, con la Vezzali terza). Vince anche la medaglia d'oro nel torneo a squadre, assieme a Valentina Vezzali, Arianna Errigo e Ilaria Salvatori, contro la Russia. Successivamente cambia allenatore: è la ex campionessa Giovanna Trillini a prendere il posto del suo storico allenatore Stefano Cerioni, dopo che questi ha lasciato la nazionale italiana per andare ad allenare la Russia, anche a seguito di disguidi con la Federazione.
Nel giugno 2013 vince l'oro agli europei di Zagabria nel fioretto individuale, superando in finale la russa Yakovleva per 15-7. Ha dedicato il trofeo ad Alessia Polita, campionessa di motociclismo e sua conterranea che ha avuto un incidente in quei giorni. Nella stessa manifestazione raddoppia con l'oro nel fioretto a squadre, in cui trionfa insieme alle connazionali Arianna Errigo, Benedetta Durando e Carolina Erba. Pochi giorni dopo vince la medaglia d'oro ai Giochi del Mediterraneo 2013 di Mersin.
Nell'agosto 2013, ai mondiali di Budapest, si classifica terza nel fioretto individuale e conquista la medaglia d'oro nel fioretto a squadre insieme alle compagne Arianna Errigo, Valentina Vezzali e Carolina Erba. Nel giugno 2014 vince nuovamente il titolo europeo nella gara individuale di fioretto battendo per 15-5 la connazionale Martina Batini in finale e il titolo europeo a squadre con le compagne di squadra Martina Batini, Valentina Vezzali e Arianna Errigo battendo in finale la Russia 45 a 44. Ha vinto la medaglia di Oro ai Mondiali di Mosca del 2015 nella gara a squadre di Fioretto. Vince la medaglia d'Argento ai Mondiali di Scherma di Rio ad Aprile 2016 nella gara a squadre del fioretto dopo la sconfitta dell'Italia per 45-39 con la Russia in finale.
Nell'agosto 2016, alle olimpiadi di Rio, vince la medaglia d'argento nell'individuale di fioretto. In questa edizione dei giochi non è prevista la competizione a squadre che per motivi di regolamento (a turnazione) salta questa edizione olimpica.
Nel giugno 2019, tornata alle competizioni dopo la nascita del piccolo Ettore, partecipa agli Europei di Scherma a Düsseldorf, prendendosi la rivincita contro la russa Inna Deriglazova, che era salita sul gradino più alto del podio a Rio. Con questa medaglia d’oro raggiunge quota 5 titoli continentali. Nella stessa competizione porta a casa un bronzo a squadre con le compagne Alice Volpi, Arianna Errigo e Francesca Palumbo.
Il mese successivo è la volta dei Mondiali di Budapest 2019, si classifica terza nella prova individuale e seconda in quella a squadre. Nel 2020 si ritira dall'attività agonistica.

### Altre attività
Nell'ottobre 2012 parte per il Kenya, dove resta per due settimane in una spedizione umanitaria con Intervita Onlus. Il viaggio è stato documentato sul suo blog La mia Africa, nel sito de La Gazzetta dello Sport.
È stata testimonial di Banca Marche.
Nel 2021 ha pubblicato per Solferino Editore la sua autobiografia dal titolo Giù la maschera. Confessioni di una campionessa imperfetta.

## Televisione
Elisa è anche un personaggio televisivo, sia come ospite che come conduttrice. Ha cominciato ad avvicinarsi a questo mondo quando ha partecipato nei panni di giudice a Miss Italia 2012. Nel gennaio dell’anno successivo partecipa alla prima puntata dello show televisivo Riusciranno i nostri eroi e, assieme alle sue compagne della nazionale di fioretto, è tra i “proclamatori” del Festival di Sanremo, condotto da Fabio Fazio, per annunciare l'entrata in scena di Max Gazzè.
Nell'autunno 2013 fa parte del cast della nona edizione di Ballando con le stelle su Rai 1, uscendone vincitrice con il 56% dei voti in coppia con il ballerino Raimondo Todaro.
Torna in TV nel 2016 nell'ultima puntata di Bring the Noise in onda su Italia 1. Nel dicembre dello stesso anno proseguono le sue comparse televisive anche nel varietà di Rai 2 Sbandati, in cui risponde alle domande irriverenti di Gigi e Ross.
Nel 2018 esordisce nei panni di conduttrice su Eurosport in occasione delle Olimpiadi invernali di PyeongChang. Nel 2024 è una delle concorrenti del reality game La talpa in onda su Canale 5, venendo eliminata nel corso della terza puntata.

## Vita privata
Il 4 settembre 2019 sposa Ivan Villa, autore e produttore televisivo, conosciuto nel 2014 in occasione del programma La papera non fa l'eco condotto da Max Giusti. Nel 2017 nasce il loro primo figlio. Il 2 novembre 2020 annuncia sui social il ritiro dall'attività agonistica e la seconda gravidanza. Nel 2021 nasce il secondo figlio.
Alla presentazione del suo libro autobiografico ha denunciato di aver subito  da un uomo con cui aveva avuto una relazione sentimentale terribili violenze che hanno rischiato di sfigurarla. 
Ha poi fatto coming out, rivelando di aver avuto una relazione di circa un anno con una ragazza di nome Claudia, sua compagna di squadra.

## Libri
- Giù la maschera. Confessioni di una campionessa imperfetta, Solferino Editore, 2021, ISBN 9788828206026

## Palmarès
In carriera ha ottenuto i seguenti risultati:
 Giochi olimpici 
Individuale
- Oro nel fioretto a Londra 2012
- Argento nel fioretto a Rio de Janeiro 2016

A squadre
- Oro nel fioretto a Londra 2012

Mondiali
Individuale
- Oro nel fioretto a Parigi 2010
- Argento nel fioretto a Catania 2011
- Bronzo nel fioretto ad Antalia 2009
- Bronzo nel fioretto a Budapest 2013
- Bronzo nel fioretto a Budapest 2019

A squadre
- Oro nel fioretto a New York 2004
- Oro nel fioretto ad Antalia 2009
- Oro nel fioretto a Parigi 2010
- Oro nel fioretto a Budapest 2013
- Oro nel fioretto a Kazan' 2014
- Oro nel fioretto a Mosca 2015
- Argento nel fioretto a Torino 2006
- Argento nel fioretto a Catania 2011
- Argento nel fioretto a Rio de Janeiro 2016
- Argento nel fioretto a Budapest 2019

Europei
Individuale
- Oro nel fioretto a Sheffield 2011
- Oro nel fioretto a Zagabria 2013
- Oro nel fioretto a Strasburgo 2014
- Oro nel fioretto a Montreux 2015
- Oro nel fioretto a Düsseldorf 2019
- Argento nel fioretto a Izmir 2006
- Bronzo nel fioretto a Lipsia 2010

A squadre
- Oro nel fioretto a Zalaegerszeg 2005
- Oro nel fioretto a Plovdiv 2009
- Oro nel fioretto a Lipsia 2010
- Oro nel fioretto a Sheffield 2011
- Oro nel fioretto a Legnano 2012
- Oro nel fioretto a Zagabria 2013
- Oro nel fioretto a Strasburgo 2014
- Oro nel fioretto a Montreux 2015
- Argento nel fioretto a Torun 2016
- Bronzo nel fioretto a Copenaghen 2004
- Bronzo nel fioretto a Düsseldorf 2019

 Giochi del Mediterraneo 
Individuale
- Oro nel fioretto a Mersin 2013

Coppa del mondo
- nella classifica generale del fioretto 2010/2011
- nella classifica generale del fioretto 2014/2015
- nella classifica generale del fioretto 2011/2012
- nella classifica generale del fioretto 2009/2010
- 4ª nella classifica generale del fioretto 2012/2013
- 5ª nella classifica generale del fioretto 2008/2009
- 6ª nella classifica generale del fioretto 2004/2005
- 9ª nella classifica generale del fioretto 2005/2006

 Campionati italiani 
Individuale
- Oro nel fioretto a Siracusa 2010
- Oro nel fioretto a Livorno 2011
- Oro nel fioretto a Torino 2015
- Oro nel fioretto a Roma 2016
- Argento nel fioretto a Roma 2003
- Bronzo nel fioretto a Acireale 2014

A squadre
- Oro nel fioretto a Tivoli 2009
- Oro nel fioretto a Siracusa 2010
- Oro nel fioretto a Bologna 2012
- Oro nel fioretto a Acireale 2014
- Oro nel fioretto a Torino 2015
- Oro nel fioretto a Milano 2018
- Bronzo nel fioretto a Livorno 2011
- Bronzo nel fioretto a Roma 2016

 Altri risultati 
Europei giovani
Individuale
A squadre
- Bronzo nel fioretto a Bratislava 1998